# Lago Manicouagan

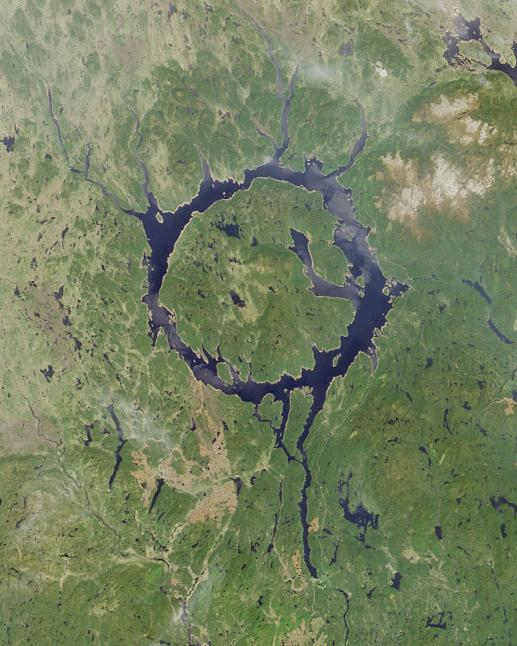
O lago visto do espaço.

O Lago Manicouagan (ou Reservatório Manicouagan) é um lago anular no centro de Quebec, Canadá, cobrindo uma área de 1,942 km². A ilha do lago em seu centro é conhecida como Ilha René-Levasseur, e seu ponto mais alto é o Monte Babel.
Acredita-se que a estrutura tenha sido criada há 214 (± 1) milhões de anos pelo impacto de um meteoro de 5 km de diâmetro. O lago e a ilha são claramente vistos do espaço e às vezes são chamados de "olho de Quebec". O lago tem um volume de 35,2 km³.

## Geografia
O reservatório está localizado no Município Regional do Condado de Manicouagan na região Côte-Nord de Quebec, Canadá, a cerca de 300 km ao norte da cidade de Baie-Comeau, embora sua parte mais ao norte esteja localizada em Caniapiscau. Quebec Route 389 passa pela margem leste do lago.
A cratera é uma estrutura de anéis múltiplos com cerca de 100 km (60 mi) de diâmetro, sendo o reservatório em seu anel interno de 70 km (40 km) de diâmetro sua característica mais proeminente. Ele envolve um planalto interior chamado Ilha René-Levasseur. O Monte Babel é o pico mais alto da ilha, a 952 m (3.123 m) acima do nível do mar e a 590 m (1.936 pés) acima do nível do reservatório. A Reserva Ecológica Louis-Babel é a parte central da ilha.

## Cratera de impacto
O Lago Manicouagan encontra-se dentro do remanescente de uma antiga cratera de impacto. A cratera foi formada após o impacto de um asteroide com um diâmetro de 5 km, que escavou uma cratera com cerca de 100 km de largura, embora a erosão e a deposição de sedimentos tenham reduzido o diâmetro visível a cerca de 72 km. É a sexta maior cratera de impacto confirmada da Terra, de acordo com o diâmetro. O Monte Babel é interpretado como o pico central da cratera, formado pela elevação pós-impacto.
É uma das mais antigas crateras de impacto conhecidas. Pesquisas mostraram que o derretimento do impacto dentro da cratera tem uma idade de 214 ± 1 milhão de anos. Como isso é 12 ± 2 milhões de anos antes do fim do Triássico, o impacto que produziu a cratera não pode ter sido a causa do evento de extinção Triássico-Jurássico.